# Leo Wright
Pour les articles homonymes, voir Wright.
Leo Nash Wright, né le 14 décembre 1933 à Wichita Falls au Texas et mort le 4 janvier 1991 à Vienne en Autriche, est un saxophoniste alto, flûtiste et clarinettiste de jazz.

## Carrière
Après des études à l'Université d'État de San Francisco, Wright joue à partir de la fin des années 1950 aux côtés de musiciens comme Dave Pike et Charles Mingus.
De 1959 à 1961, il joue dans le quintet de Dizzy Gillespie, puis dans son big band avec lequel il part en tournée en Europe. Il s'installe alors à Berlin où il joue dans les clubs, participe aux Jazz Workshops de la NDR à Hambourg et accompagne les musiciens américains de passage en Allemagne.
Il retourne régulièrement aux États-Unis pour enregistrer et collabore avec Jack McDuff, Jimmy Witherspoon, Lalo Schifrin, Phil Woods, Lee Konitz, Pony Poindexter, Kenny Burrell, Tadd Dameron, Blue Mitchell...

## Discographie

### En tant que leader/co-leader
- Blues Shout (Atlantic, 1960)
- Suddenly the Blues (Atlantic, 1961)
- Soul Talk (Vortex, 1963)
- Modern Jazz Studio Number 4 (Amiga, 1965 [1970])
- Flute + Alto – Sax (Amiga, 1965 [1967])
- Alto Summit (en) (MPS, 1968) avec Lee Konitz, Pony Poindexter et Phil Woods
- It's All Wright (MPS, 1972)
- Evening Breeze (Roulette, 1977)
- New Horn in Town/Blues Shote (Fresh Sound, 2012)

### En tant que sideman
Avec Kenny Burrell
- Bluesin' Around (Columbia, 1962 [1983])

Avec Gloria Coleman
- Soul Sisters (Impulse!, 1963)

Avec Johnny Coles
- Little Johnny C (Blue Note, 1963)

Avec Tadd Dameron
- The Magic Touch (Riverside, 1962)

Avec Dizzy Gillespie
- Copenhagen Concert (SteepleChase)
- Gillespiana (Verve, 1960)
- An Electrifying Evening with the Dizzy Gillespie Quintet (Verve, 1961)
- Carnegie Hall Concert (Verve, 1961)
- Dizzy on the French Riviera (Philips, 1962)
- A Musical Safari – Live at the Monterey Jazz Festival 1961 (Booman, 1974)
- New Wave (Philips, 1963)

Avec Gildo Mahones
- I'm Shooting High (Prestige, 1963)
- The Great Gildo (Prestige, 1964)

Avec Jack McDuff
- Screamin' (Prestige, 1962)

Avec Blue Mitchell
- Step Lightly (Blue Note, 1964)

Avec Oliver Nelson
- Berlin Dialogue for Orchestra (Flying Dutchman, 1970)

Avec Dave Pike
- Limbo Carnival (New Jazz, 1962)

Avec Lalo Schifrin
- Lalo = Brilliance (Roulette, 1962)
- Bossa Nova: New Brazilian Jazz (Audio Fidelity, 1962)
- Samba Para Dos with Bob Brookmeyer (Verve, 1963)

Avec Richard Williams
- New Horn in Town (Candid, 1960)

Avec Jimmy Witherspoon
- Baby, Baby, Baby (Prestige, 1963)

Avec Antônio Carlos Jobim
- The Composer of Desafinado Plays (Verve, 1963)